# 어른 김장하
《어른 김장하》는 MBC 경남에서 제작 및 방영된 2부작 다큐멘터리로 2022년 12월 31일 1부, 2023년 1월 1일 2부가 방영되었다. 진주 지역의 교육인이자 시민활동가인 김장하(金章河)의 생애를 다룬 프로그램이며, 2023년 11월 15일에 극장판이 개봉되었다.

## 수상 경력
- 2023년 백상예술대상 TV 부문 교양 작품상